# 서현역
서현역(Seohyeon Station, 書峴驛)은 경기도 성남시 분당구 서현동에 있는 수도권 전철 수인·분당선의 전철역이다. 과거에는 관리역이었으나, 분당차량사업소 입출고와 시설반의 출동시 편의를 위하여 배치간이역으로 격하되었고, 당시 관리역 업무를 죽전역으로 이양했다.

## 역사
- 1994년 9월 1일 : 분당선 수서 - 오리 구간 개통과 함께 영업 개시
- 2006년 7월 : 그룹대표역 지정
- 2010년 : 스크린도어 설치
- 2012년 : 관리역에서 배치간이역으로 격하, 관리업무를 죽전역으로 이양
- 2012년 9월 18일 : 왕십리 ~ 선릉 구간 개통으로 왕십리 기점 26.2km로 변경[1]
- 2015년 : 승강장과 대합실 전광판을 LCD로 교체
- 2017년 2월 일시불명: 철도승차권 단말기 철거

## 역 구조
2면 2선의 상대식 승강장을 갖추고 있으며, 스크린도어가 설치되어 있다. 
AK플라자 분당점(구 삼성플라자) 내에 역사가 있다. 모든 지하철역과는 달리 역 내에서 바로 외부와 통하는 출구가 없기 때문에, 반드시 AK플라자를 거쳐야 한다. 이 때문에 AK플라자는 당일 영업 종료 후에도 철도 이용객들을 위하여 지상 2층 버스 정류장까지 백화점을 상시 개방한다.
판교역처럼 역이 대로변에 있지 않기 때문에, 연계되는 시내버스를 이용할 때 주의해야 한다. 서울방면 직행좌석버스 및 광역버스를 타려면 서현로의 이매사거리나 이매촌한신아파트 방면으로 나가야 하며, 반드시 정류장명을 숙지해야 한다.

### 승강장
| ↑ 이매 |
| \| １  |
| 수내 ↓ |

| 1 | ● 수도권 전철 수인·분당선 | 수내 · 죽전 · 기흥 · 수원 · 인천 방면   |
| 2 | ● 수도권 전철 수인·분당선 | 이매 · 모란 · 수서 · 선릉 · 왕십리 방면 |

## 역 주변
- AK플라자 분당점
- 롯데마트 서현점
- 분당구청
- 분당소방서
- 분당 제생병원
- 서현1동행정복지센터
- 서현고등학교
- 서현중학교
- 서현초등학교
- 서현로데오거리
- 경기도성남교육지원청
- 성남분당우체국
- 시범단지삼성한신아파트
- 시범단지한양아파트
- 시범단지우성아파트
- 시범단지현대아파트
- 영풍문고 분당점
- 다이소 분당점

## 사건사고
- 서현역 칼부림 사건: 2023년 8월 3일 AK플라자에서 칼부림 사건이 발생하여 2명이 사망하고 14명이 부상당했다.[2]

## 이용객 변동
| 노선   | 노선 | 일평균 인원수 (명/일) | 일평균 인원수 (명/일) | 일평균 인원수 (명/일) | 일평균 인원수 (명/일) | 일평균 인원수 (명/일) | 일평균 인원수 (명/일) | 일평균 인원수 (명/일) | 일평균 인원수 (명/일) | 일평균 인원수 (명/일) | 일평균 인원수 (명/일) | 각주                  | 각주                  | 각주                  | 각주                  | 각주  |
| 노선   | 노선 | 2000년                | 2001년                | 2002년                | 2003년                | 2004년                | 2005년                | 2006년                | 2007년                | 2008년                | 2009년                | 각주                  | 각주                  | 각주                  | 각주                  | 각주  |
| ------ | ---- | --------------------- | --------------------- | --------------------- | --------------------- | --------------------- | --------------------- | --------------------- | --------------------- | --------------------- | --------------------- | --------------------- | --------------------- | --------------------- | --------------------- | ----- |
| 분당선 | 승차 | 3,942                 | 20,091                | 24,011                | 26,534                | 20,423                | 19,912                | 19,701                | 19,780                | 20,978                | 21,261                | [ 3 ]                 | [ 3 ]                 | [ 3 ]                 | [ 3 ]                 | [ 3 ] |
| 분당선 | 하차 | 7,587                 | 18,491                | 22,334                | 26,482                | 21,083                | 21,249                | 21,160                | 21,028                | 22,392                | 22,633                | [ 3 ]                 | [ 3 ]                 | [ 3 ]                 | [ 3 ]                 | [ 3 ] |
| 노선   | 노선 | 일평균 인원수 (명/일) | 일평균 인원수 (명/일) | 일평균 인원수 (명/일) | 일평균 인원수 (명/일) | 일평균 인원수 (명/일) | 일평균 인원수 (명/일) | 일평균 인원수 (명/일) | 일평균 인원수 (명/일) | 일평균 인원수 (명/일) | 일평균 인원수 (명/일) | 일평균 인원수 (명/일) | 일평균 인원수 (명/일) | 일평균 인원수 (명/일) | 일평균 인원수 (명/일) | 각주  |
| 노선   | 노선 | 2010년                | 2011년                | 2012년                | 2013년                | 2014년                | 2015년                | 2016년                | 2017년                | 2018년                | 2019년                | 2020년                | 2021년                | 2022년                | 2023년                | 각주  |
| 분당선 | 승차 | 22,736                | 23,302                | 24,278                | 25,889                | 26,449                | 26,439                | 26,388                | 27,083                | 27,964                | 28,264                | 19,922                | 20,241                | 22,457                | 23,146                | [ 3 ] |
| 분당선 | 하차 | 24,047                | 24,502                | 25,326                | 27,013                | 27,348                | 27,268                | 27,256                | 27,768                | 28,540                | 28,816                | 20,351                | 20,570                | 22,826                | 23,572                | [ 3 ] |

## 사진

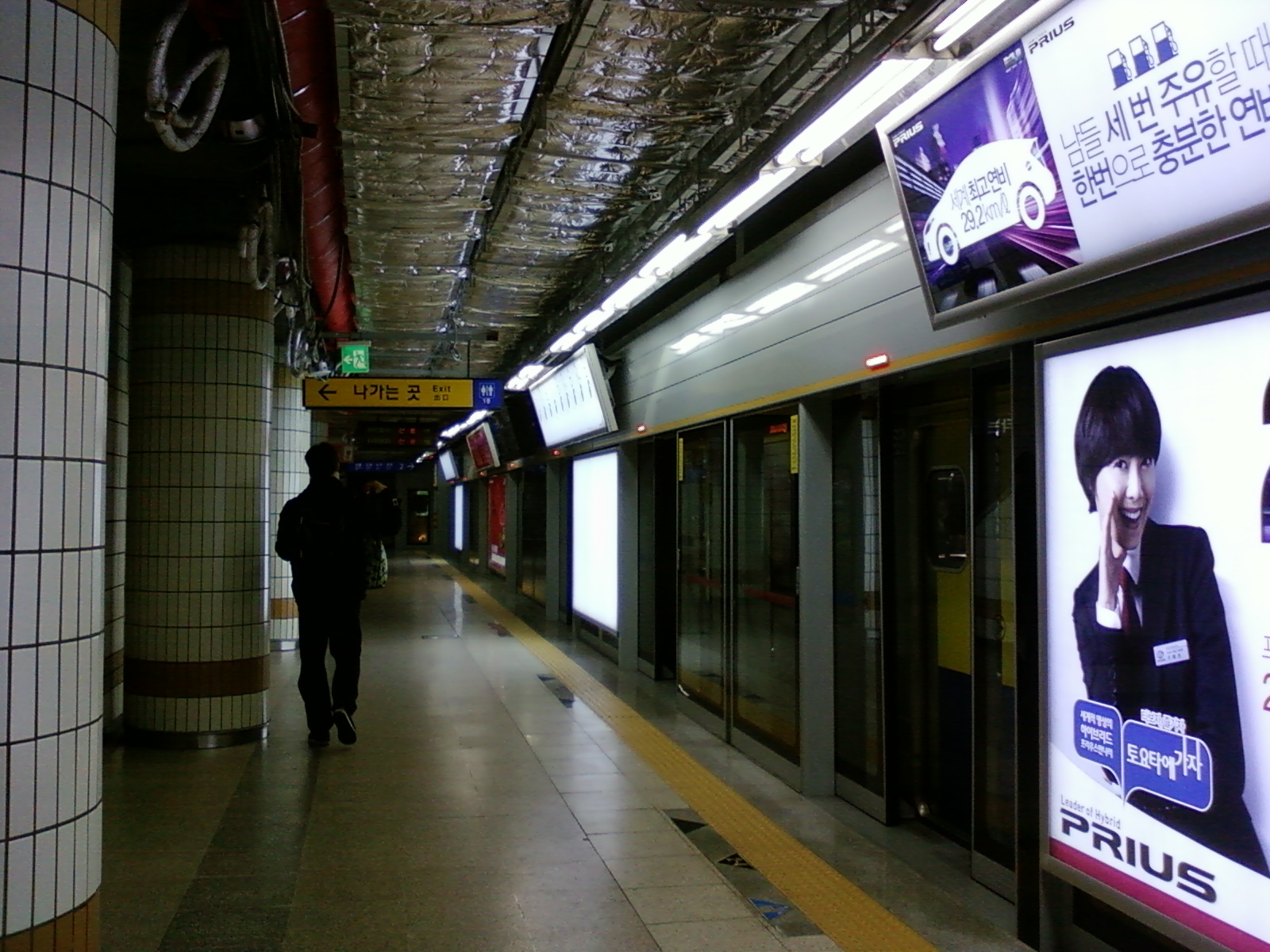
스크린도어 설치 공사 당시의 승강장
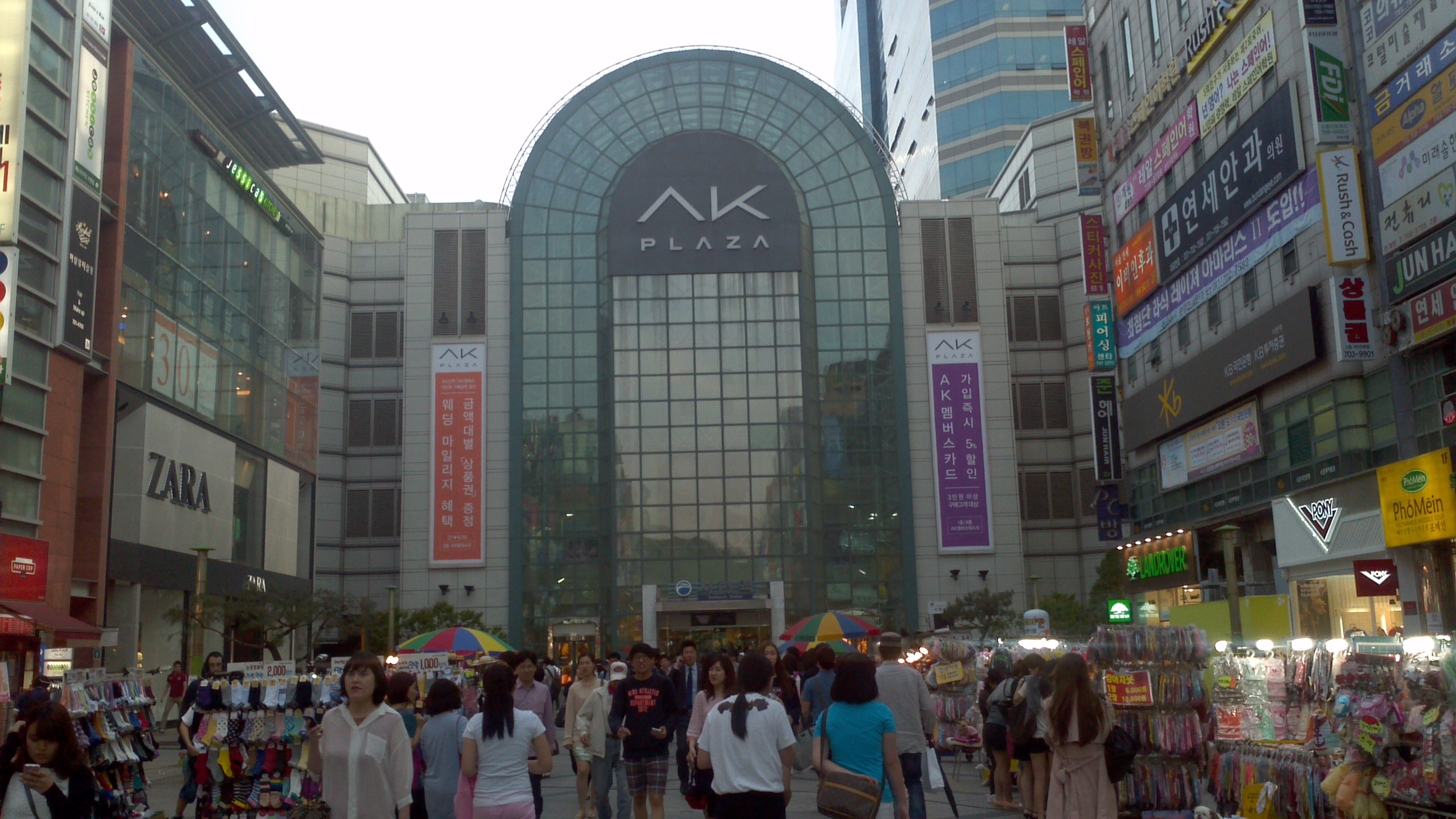
역사
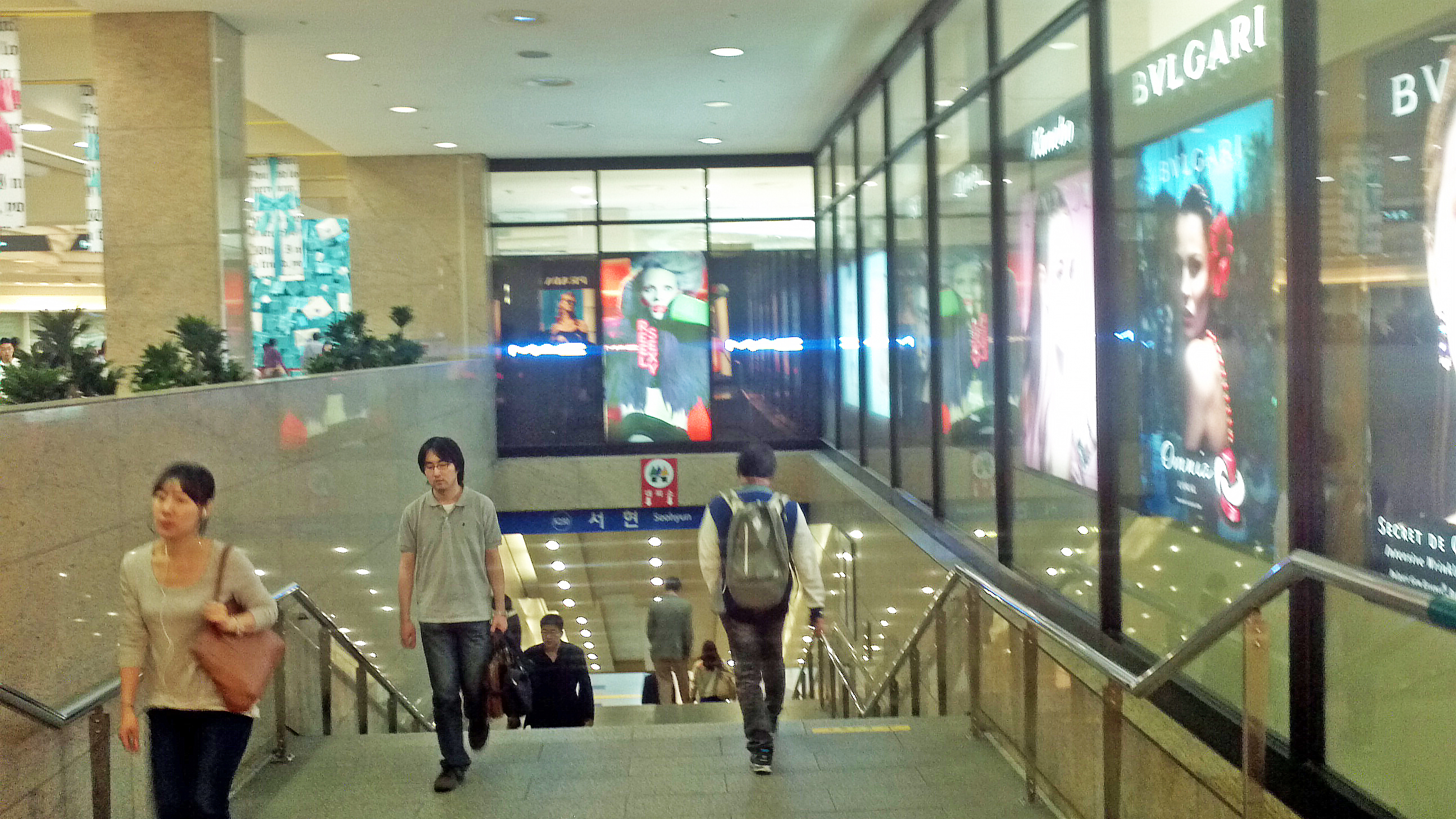
1번 출구
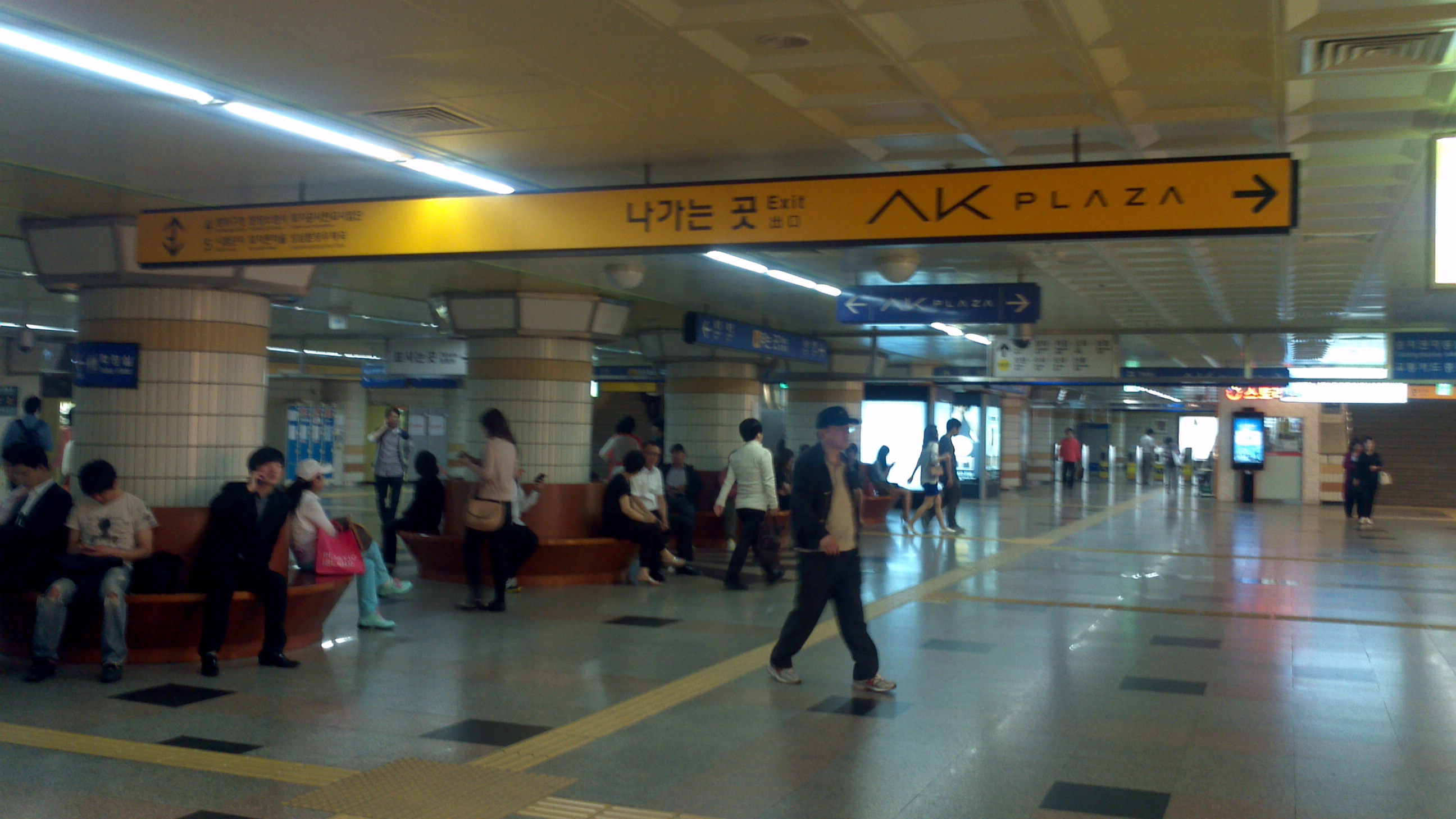
대합실

## 인접한 역
| 분당선                | 분당선                                     | 분당선                        |
| --------------------- | ------------------------------------------ | ----------------------------- |
| K227 이매 청량리 방면 | ● 수도권 전철 수인·분당선 완행 분당선 급행 | K229 수내 고색 방면 인천 방면 |